# Nica roqueensis
Nica roqueensis är en fjärilsart som beskrevs av Felix Bryk 1953. Nica roqueensis ingår i släktet Nica och familjen praktfjärilar. Inga underarter finns listade i Catalogue of Life.